# Bastone della pioggia
Il bastone della pioggia (o albero della pioggia o palo della pioggia; in spagnolo Palo de lluvia) è uno strumento musicale della categoria degli idiofoni a scuotimento. 
È uno strumento tradizionale diffuso soprattutto in America centro-meridionale, Africa ed Oceania, fin dall'antichità. Era costituito, nella versione originaria dell'area tra Cile e Argentina settentrionale, da un tronco di cactus Capado del deserto di Atacama essiccato, che può avere anche dimensioni di rilievo, dentro al quale sono conficcate le spine del cactus stesso. Era originariamente legato, come suggerisce il suo nome, ai riti propiziatori della pioggia e la leggenda vuole sia stato questo strumento a indurre Dio a far scendere il diluvio universale sulla Terra.
Le pietruzze o le conchiglie sminuzzate inserite nella cavità del cactus, successivamente sigillato alle estremità, col movimento urtano le spine e le fanno vibrare, producendo una cascata di delicati suoni, ricordanti il rumore dello scorrimento dell'acqua.
Numerose sono le varianti diffuse in molte parti del mondo, con lo stesso nome e dal suono analogo ma realizzate con materiali completamente diversi